# Jeździectwo na Letnich Igrzyskach Olimpijskich 2020 – skoki drużynowe
Konkurencja drużynowych skoków przez przeszkody podczas XXXII Letnich Igrzysk Olimpijskich została rozegrana w dniach 6 – 7 sierpnia 2021 roku w Baji Koen Equestrian Park.

## Terminarz
Wszystkie godziny są podane w czasie tokijskim (UTC+09:00)
| Data            | Godzina |                      |
| --------------- | ------- | -------------------- |
| 6 sierpnia 2021 | 19:00   | Runda kwalifikacyjna |
| 7 sierpnia 2021 | 19:00   | Finały               |

## Wyniki
W konkursie wystartowało 19 drużyn. Drużyna liczyła trzech jeźdźców. Do finału awansowało 10 najlepszych drużyn.

## Kwalifikacje
| Pozycja | Kraj              | Jeździec                                                     | Koń                                                    | Wynik indywidualny | Wynik drużyny | Uwagi |
| ------- | ----------------- | ------------------------------------------------------------ | ------------------------------------------------------ | ------------------ | ------------- | ----- |
| 1.      | Szwecja           | Peder Fredricson Henrik von Eckermann Malin Baryard-Johnsson | All In King Edward Indiana                             | 0                  | 0             | Q     |
| 2.      | Belgia            | Grégory Wathelet Jérôme Guery Pieter Devos                   | Nevados S Quel Homme de Hus Clarie Z                   | 2 1                | 4             | Q     |
| 3.      | Niemcy            | Daniel Deußer André Thieme Maurice Tebbel                    | Killer Queen DSP Chakaria Don Diarado                  | 1 2                | 4             | Q     |
| 4.      | Szwajcaria        | Martin Fuchs Bryan Balsiger Steve Guerdat                    | Clooney 51 Twentytwo des Biches Venard de Cerisy       | 1 0 9              | 10            | Q     |
| 5.      | Stany Zjednoczone | Laura Kraut Jessica Springsteen McLain Ward                  | Baloutinue Don Juan van de Donkhoeve Contagious        | 4 5                | 13            | Q     |
| 6.      | Francja           | Simon Delestre Pénélope Leprevost Mathieu Billot             | Berlux Z Vancouver de Lanlore Quel Filou 13            | 1 5 9              | 15            | Q     |
| 7.      | Wielka Brytania   | Ben Maher Harry Charles Holly Smith                          | Explosion W Romeo 88 Denver                            | 4 12 4             | 20            | Q     |
| 8.      | Brazylia          | Marlon Zanotelli Pedro Veniss Rodrigo Pessoa                 | Edgar M Quabri de l'Isle Carlito's Way 6               | 0 5 20             | 25            | Q     |
| 9.      | Holandia          | Maikel van der Vleuten Marc Houtzager Willem Greve           | Beauville Z Dante Zyrpia S                             | 8 5 13             | 26            | Q     |
| 10.     | Argentyna         | Fabian Sejanes Martín Dopazo Matias Albarracin               | Emir Quintino 9 Cannavaro 9                            | 7 14 6             | 27            | Q     |
| 11.     | Egipt             | Nayel Nassar Mohamed Talaat Mouda Zeyada                     | Igor van de Wittemoere Darshan Galanthos SHK           | 8 9 12             | 29            |       |
| 12.     | Chiny             | Li Yaofeng Zhang Xingjia Li Zhenqiang                        | Jericho Dwerse Hagen For Passion d'Ive Z Uncas S       | 15 13 8            | 35            |       |
| 13.     | Maroko            | Ali Al-Ahrach El Ghali Boukaa Abdelkebir Ouaddar             | Golden Lady Ugolino Du Clos Istanbull V.h Ooievaarshof | 10 6 21            | 37            |       |
| 14.     | Nowa Zelandia     | Bruce Goodin Tom Tarver-Priebe Daniel Meech                  | Danny V Popeye Cinca 3                                 | 17 13 9            | 39            |       |
| 15.     | Czechy            | Ondřej Zvára Anna Kellnerová Aleš Opatrný                    | Cento Lano Catch Me If You Can OLD Forewer             | 15 17 13           | 45            |       |
| 16.     | Meksyk            | Enrique González Eugenio Garza Patricio Pasquel              | Chanca Armani SL Z Babel                               | 1 EL 5             | 6+EL          |       |
|         | Irlandia          | Darragh Kenny Bertram Allen Shane Sweetnam                   | Cartello Pacino Amiro Alejandro                        | WD EL              | EL            | EL    |
|         | Izrael            | Ashlee Bond Alberto Michán Teddy Vlock                       | Donatello 141 Cosa Nostra Amsterdam 27                 | WD 12 EL           | EL            | EL    |
|         | Japonia           | Daisuke Fukushima Koki Saito Eiken Sato                      | Chanyon Chilensky Saphyr des Lacs                      | 8 WD               | EL            | EL    |

## Finał
| Pozycja | Kraj              | Jeździec                                                     | Koń                                              | Wynik indywidualny | Wynik drużyny | Uwagi    |
| ------- | ----------------- | ------------------------------------------------------------ | ------------------------------------------------ | ------------------ | ------------- | -------- |
| 1.      | Szwecja           | Peder Fredricson Henrik von Eckermann Malin Baryard-Johnsson | All In King Edward Indiana                       | 4 0 4              | 8             | Dogrywka |
| 1.      | Stany Zjednoczone | Laura Kraut Jessica Springsteen McLain Ward                  | Baloutinue Don Juan van de Donkhoeve Contagious  | 0 4                | 8             | Dogrywka |
| brąz    | Belgia            | Grégory Wathelet Jérôme Guery Pieter Devos                   | Nevados S Quel Homme de Hus Clarie Z             | 8 0 4              | 12            |          |
| 4.      | Holandia          | Maikel van der Vleuten Marc Houtzager Harrie Smolders        | Beauville Z Dante Bingo du Parc                  | 8 9 0              | 17            |          |
| 5.      | Szwajcaria        | Martin Fuchs Bryan Balsiger Steve Guerdat                    | Clooney 51 Twentytwo des Biches Venard de Cerisy | 8 16 4             | 28            |          |
| 6.      | Brazylia          | Marlon Zanotelli Pedro Veniss Yuri Mansur                    | Edgar M Quabri de l'Isle Alfons                  | 12 13 4            | 29            |          |
| 7.      | Argentyna         | Fabian Sejanes Martín Dopazo Matias Albarracin               | Emir Quintino 9 Cannavaro 9                      | 14 13 22           | 49            |          |
| 8.      | Francja           | Simon Delestre Pénélope Leprevost Mathieu Billot             | Berlux Z Vancouver de Lanlore Quel Filou 13      | 1 EL 1             | 2+EL          |          |
| 9.      | Niemcy            | Daniel Deußer André Thieme Maurice Tebbel                    | Killer Queen DSP Chakaria Don Diarado            | RT 8 4             | 12+RT         |          |
| 10.     | Wielka Brytania   | Ben Maher Harry Charles Holly Smith                          | Explosion W Romeo 88 Denver                      | WD 8 16            | 24+WD         |          |

## Dogrywka
| Pozycja | Kraj              | Jeździec                                                     | Koń                                             | Wynik indywidualny | Wynik drużyny | Czas indywidualny | Czas drużyny | Uwagi |
| ------- | ----------------- | ------------------------------------------------------------ | ----------------------------------------------- | ------------------ | ------------- | ----------------- | ------------ | ----- |
| złoto   | Szwecja           | Peder Fredricson Henrik von Eckermann Malin Baryard-Johnsson | All In King Edward Indiana                      | 0                  | 0             | 42,00 41,89 39,01 | 122,90       |       |
| srebro  | Stany Zjednoczone | Laura Kraut Jessica Springsteen McLain Ward                  | Baloutinue Don Juan van de Donkhoeve Contagious | 0                  | 0             | 41,33 42,95 39,92 | 124,20       |       |